# Szczotka krystaliczna

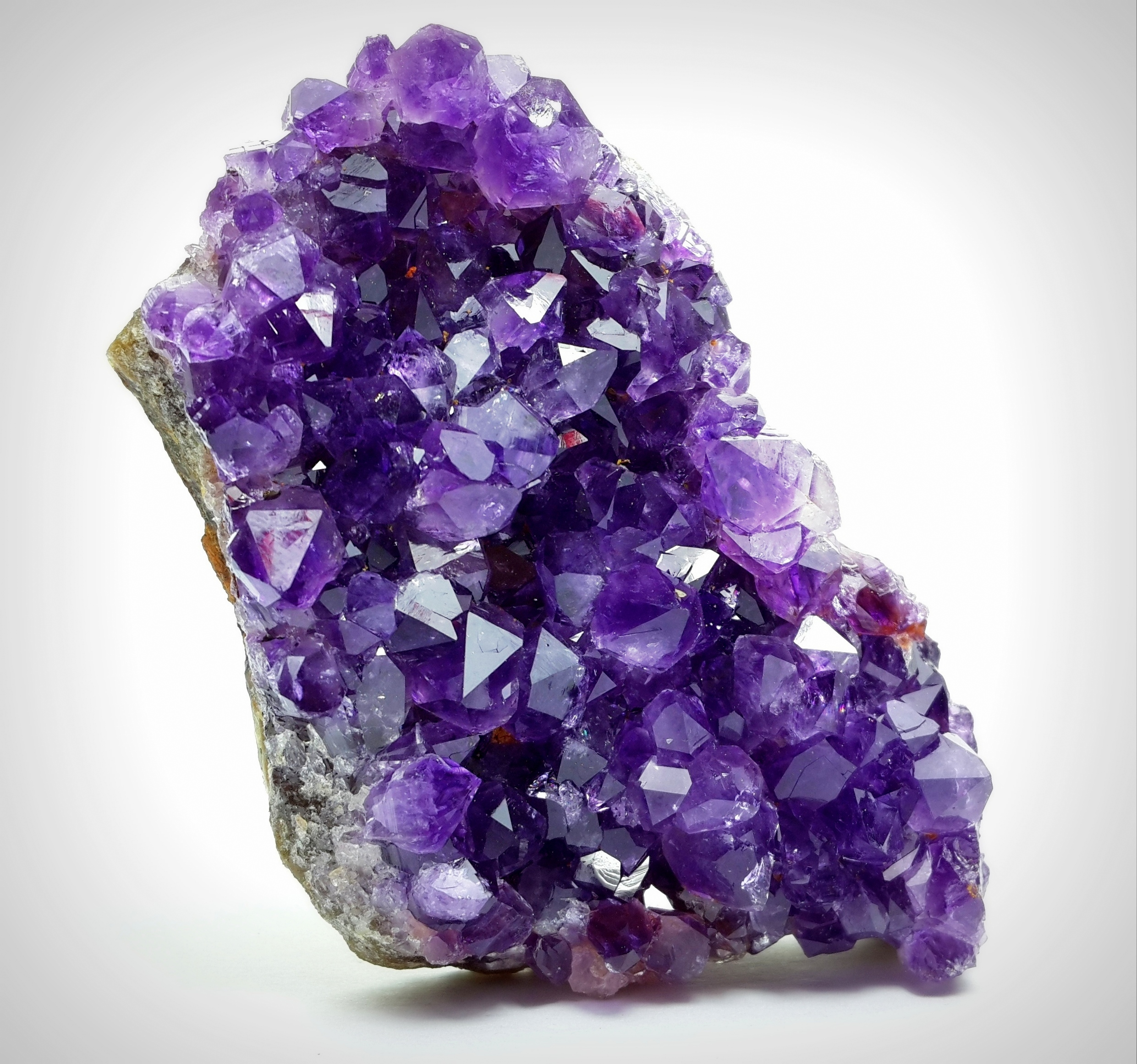
Ametyst

Szczotka krystaliczna – skupienie kryształów, najczęściej różnej wielkości, osadzonych blisko siebie na wspólnym podłożu, charakterystyczne dla wypełnień niektórych żył pneumatolitycznych lub hydrotermalnych.